# Alt for Norge (film)
 For alternative betydninger, se Alt for Norge. (Se også artikler, som begynder med Alt for Norge)
Alt for Norge er en norsk stumfilm fra 1912. Filmen regnes som tabt.
Filmen var en dokumentar om Robert Stephansons ballonfærd med luftballonen Norge 17. september 1911. Færden gik fra Bislett via Lillestrøm, Jessheim, Nes og Skarnes til Braenmoen i Solør.

## Medvirkende
- Robert Stephanson - ballonfører
- Christian Nobel - passager i luftballonen
- Eugen Hovind - passager i luftballonen